# Khởi nghĩa Đại Thừa Giáo
Khởi nghĩa Đại Thừa Giáo (chữ Hán: 大乘教起义, Đại Thừa Giáo khởi nghĩa) còn gọi là sự kiện Pháp Khánh (chữ Hán: 法慶事件, Pháp Khánh sự kiện) hay khởi nghĩa Pháp Khánh (chữ Hán: 法慶起义, Pháp Khánh khởi nghĩa) là cuộc nổi dậy của nhân dân cùng khổ dưới sự lãnh đạo của sa môn  Pháp Khánh chống lại chính quyền Bắc Ngụy từ tháng 6 năm Duyên Xương thứ 4 (515) đến tháng 1 năm Hi Bình thứ 2 (517) mới thực sự chấm dứt.

## Bối cảnh
Vào thời Bắc Ngụy, Phật giáo trở nên thịnh hành, nhưng những khác biệt về địa vị chính trị, khả năng kinh tế trong nội bộ giới tăng lữ lại vô cùng sâu xa. Sau khi Hiếu Văn đế tiến hành Hán hóa, mâu thuẫn trong nội bộ Phật giáo càng làm bộc lộ rõ mâu thuẫn giữa những giai cấp trong xã hội Bắc Ngụy. Chính quyền ủng hộ những tăng lữ thuyết pháp giảng đạo, nghiêm cấm bọn họ tụ tập truyền đạo. Từ đó chia giới tăng lữ ra làm hai: một bộ phận thì phục vụ chính quyền, một bộ phận thì khởi binh tạo phản.
Năm Duyên Hưng thứ 3 (473), sa môn Tuệ Ẩn phản.
Năm Thái Hòa thứ 5 (481), sa môn Pháp Tú khởi sự ở kinh đô Bình Thành.
Năm 14 (490), sa môn Tư Mã Huệ Ngự tự xưng Thánh vương, đánh chiếm quận Bình Nguyên.
Năm Duyên Xương thứ 3 (514), sa môn Lưu Tăng Thiệu khởi binh ở U Châu, tự xưng Tịnh Cư Quốc Minh Pháp vương.

## Diễn biến
Tháng 6 năm Duyên Xương thứ 4 (515), người Ký Châu là sa môn Pháp Khánh (còn gọi là Thích Pháp Khánh) cùng vợ là ni cô Huệ Huy (còn gọi là Ni Huệ Huy), được sự ủng hộ của người Bột Hải là Lý Quy Bá, kêu gọi mọi người nổi dậy ở huyện Phụ Thành, quận Vũ Ấp. Pháp Khánh tự đặt hiệu là Đại Thừa , tự nhận mình là Tân Phật, sáng lập Đại Thừa Giáo. Tân Phật tức là Di Lặc, vay mượn từ thuyết "Di Lặc hạ sanh thành Phật" trong kinh Phật. Đại Thừa giáo hoàn toàn đi ngược lại nguyên tắc "giới sát" trong ngũ giới của Phật giáo, cho rằng "giết 1 người làm Nhất trụ bồ tát, giết 10 người làm Thập trụ bồ tát", "phá hủy chùa chiền, giết hại tăng ni, thiêu đốt kinh tượng, chẳng gì không làm", lại "chế thuốc điên cho mọi người uống, khiến cha con không nhận ra nhau, chỉ biết giết chóc" .
Pháp Khánh lấy Lý Quy Bá làm Thập trụ bồ tát, Bình Ma quân tư, Định hán vương. Nghĩa quân hạ được Phụ Thành, giết huyện lệnh; rồi tiến lên phía bắc, vây Bột Hải, hạ được Quận thành , lực lượng phát triển lên đến 5 vạn người, truyền nhau "Phật mới ra đời, trừ đuổi ma cũ".
Ký Châu thứ sử Tiêu Bảo Dần sai Trưởng sử Thôi Bá Lân thảo phạt. Nghĩa quân tại thành Chử Tảo đánh bại quân triều đình, chém chết Bá Lân. Tháng 7, triều đình lấy Nguyên Diêu làm Chinh bắc đại đô đốc, soái 10 vạn quân đông hạ Ký Châu. Tiêu Bảo Dần tâu xin dùng bọn cường hào Bột Hải là Lý Bích, Phong Long Chi…, hiệp với Trường Nhạc thái thú Lý Kiền, soái quân phối hợp với đại quân Nguyên Diêu, trấn áp nghĩa quân. Đồng thời triều đình còn lấy đại tộc ở quận Thành Hà, Ký Châu là Trương Thủy Quân làm Hành đài, cùng người Bột Hải là bọn Phong Tân, Cao Xước đến trước trận chiêu hàng.
Ngày 14/9, nghĩa quân thất bại. Vợ chồng Pháp Khánh cùng vài trăm đầu lĩnh bị bắt chém, hàng vạn nghĩa quân bị giết. Khốc lại Cốc Giai được phái đến Ký Châu tìm bắt tàn dư nghĩa quân, Lý Quy Bá bị giết, nhân dân bị hại rất nhiều.
Tàn dư nghĩa quân vượt sông Chương đến Doanh Châu. Tháng giêng năm Hi Bình thứ 2 (517), nghĩa quân đột nhập Châu trị Triệu Đô , thiêu hủy Châu nha, nhưng cuối cùng vẫn bị trấn áp.

## Ảnh hưởng
Khởi nghĩa Đại Thừa Giáo kéo dài gần 2 năm, trải khắp 4 quận Vũ Ấp, Bột Hải, Trường Nhạc, Vũ Viên của 2 châu Ký, Doanh, lực lượng lên đến 5 vạn người. Sau khi trấn áp thành công, triều đình Bắc Ngụy vì muốn tăng cường sự thống trị đối với khu vực này, đã cắt quận Nhạc Lăng của Ký Châu và quận Phù Dương của Doanh Châu giao cho Thương Châu; đồng thời chẩn cấp dân nghèo, giảm miễn binh dịch, nhằm hòa hoãn mâu thuẫn, đề phòng khởi nghĩa bùng phát.
Từ sau khởi nghĩa Đại Thừa Giáo, bắt đầu xuất hiện tư tưởng "Di Lặc thay Thích Già Mưu Ni hạ phàm cứu đời", có ảnh hưởng đến mấy trăm năm sau. Vào cuối đời nhà Nguyên, Hàn Sơn Đồng và Lưu Phúc Thông cũng dựa vào thuyết này mà mê hoặc lòng người, làm nổ ra cuộc khởi nghĩa khăn đỏ của Di Lặc giáo.